# Kokoppia euramosa
Kokoppia euramosa är en kvalsterart som först beskrevs av Balogh och Sandór Mahunka 1969.  Kokoppia euramosa ingår i släktet Kokoppia och familjen Oppiidae. Inga underarter finns listade i Catalogue of Life.